# Абрамук, Ольга Васильевна
Ольга Васильевна Абрамук (25 октября 1925 — октябрь 1942) — юная  партизанка, связная Великой Отечественной войны, замучена и убита нацистами в октябре 1942 года.

## Биография
Родилась 25 октября 1925 года в селе Великорита Брестской области Белорусской ССР. Училась в сельской школе в соседней деревни Малорита. Была секретарём комсомольской организации.
В самом начале Великой Отечественной войны территория Малоритского района была полностью и за считанные дни оккупирована немецко-фашистскими войсками. Юная Ольга Абрамук стала подпольщицей. Она оказывала помощь арестованным гитлеровцами, подготавливала и устраивала побеги для местных жителей. Среди односельчан нашёлся тот, кто выдал информацию немцам о работе группы комсомольских подпольщиков. 22 июня 1942 года, в момент когда Абрамук пришла проведать родных, фашисты арестовали её и вместе с другими заперли в сарай. Но подпольщики смогли организовать побег.
Была установлена связь с партизанами. Абрамук стала связной. Она доставала и передавала партизанам сведения о готовящихся карательных акциях, помогала распространяла листовки и сводки Совинформбюро среди населения. Оказывала помощь местному населению в организации побегов.
В октябре 1942 года Абрамук возвращалась с очередного задания и попала в засаду. Немцы стали допрашивать её. Затем привязали Абрамук к дереву и спустили на неё овчарок. На глазах у матери замучили её.
На местном кладбище жители похоронили Олю Абрамук.

## Память
- Скромный обелиск был установлен возле школы в Малорите. Позже вместо него установили памятник.
- Памяти об Ольге Абрамук брестский поэт С. Ковенько сочинил стихотворение.
- В музее «Патриот» в Малоритской школе № 2 хранятся материалы об Оле Абрамук.
- В родной деревне Великорите именем героини названа одна из улиц.
- В посёлке Малорита ежегодно 7 марта организуются районные соревнования по волейболу среди женщин, которые названы именем Ольги Абрамук.